# Junix elumbis
Junix elumbis är en trollsländeart som beskrevs av Racenis 1968. Junix elumbis ingår i släktet Junix och familjen Protoneuridae. IUCN kategoriserar arten globalt som otillräckligt studerad. Inga underarter finns listade i Catalogue of Life.